# Peguerinos
Peguerinos est une commune de la province d'Ávila dans la communauté autonome de Castille-et-León en Espagne.
Situé non loin de Madrid, le village bénéficie d'un paysage naturel exceptionnel aux abords d'un barrage d'eau douce. 

## Administration
| Période                                  | Période | Identité | Étiquette | Qualité |
| ---------------------------------------- | ------- | -------- | --------- | ------- |
|                                          |         |          |           |         |
| Les données manquantes sont à compléter. |         |          |           |         |